# Philodromus kalliaensis
Philodromus kalliaensis är en spindelart som beskrevs av Levy 1977. Philodromus kalliaensis ingår i släktet Philodromus och familjen snabblöparspindlar.
Artens utbredningsområde är Israel. Inga underarter finns listade i Catalogue of Life.